# 江東区立大島西中学校
江東区立大島西中学校（こうとうくりつ おおじまにしちゅうがっこう）は、東京都江東区大島四丁目にある区立中学校。

## 沿革
- 2002年（平成14年） - 江東区立第三大島中学校と江東区立第四大島中学校が統合されて開校。校舎は旧第四大島中学校を採用しており、旧第三大島中学校は現在外国人学校となっている。

## 教育目標
- 人権尊重の精神を基調とし、人間性豊かで、主体的に生きる生徒の育成を目指す。

- 一 ,学ぶ人
- 一 ,思いやりのある人
- 一 ,健康な人

## 校歌
- 作詞：谷川俊太郎
- 作曲：林光

## 交通
- 都営新宿線西大島駅より徒歩5分
- 都営バス大島一丁目停留所より徒歩2分

## 学校行事
- 4月 - 始業式、入学式
- 5月 - 運動会
- 6月-前期中間考査
- 9月-前期期末考査
- 10月 - 文化発表会（合唱コンクール）
- 11月-後期中間考査
- 2月-後期期末考査
- 3月 - 卒業式

- 1年生
  - オリエンテーション（４月）
  - 校外学習
- 2年生
  - 移動教室
  - 職業体験
  - 校外学習
- 3年生
  - 修学旅行
  - 卒業遠足（３月）

## 主な成績
- 2013年(平成25年) - 科学部が、日本学生科学賞「最優秀賞」受賞
- 2022年(令和4年)　-野球部が、江東区中学校秋季新人大会「優勝」

## 部活動
○は男子生徒のみの部活動、◎は女子生徒のみの部活動である。
運動部
- バスケットボール(男女別)
- 卓球
- ソフトテニス　◎
- ソフトボール　○
- サッカー　○
- 野球　○
- 陸上

文化部
- 吹奏楽
- 科学
- 英語演劇
- 書道
- 美術

## 著名な卒業生
- 大沢樹生（第四大島中学校卒）
- 鈴木輝江（第四大島中学校卒）